# متلفات الفواكه
متلفات الفواكه أو تحت فصيلة خنافس ميلولونثيني (بالإنجليزية Melolonthinae)، هي فصيلة فرعية من خنافس أبو جعران (فصيلة الجعليات). وهي مجموعة شديدة التنوع؛ منتشرة في معظم أنحاء العالم، وتحتوي على كثير من الأنواع المعروفة. ويعتبر بعض المؤلفين الفصائل الفرعية للجعليات مثل إيوتشيريناي (Euchirinae) وباتشيبوديناي (Pachypodinae) كـ قبائل في فصيلة الميلولونثيناي.
عادةً لا يبدو شكل خنافس الميلولونثيناي (أيّار وبقّ حزيران) غريبًا، وذلك على غرار بعضٍ من أقاربها. وهي تشبه خنافس الروتيليناي (Rutelinae) في كونها تتمتع بسمة سابقة أولية إلى حد ما من حيث المظهر الخارجي. ومثل الكثير من الجُعليَّات، فإن الذكور لديها قرون استشعارٍ كبيرةٍ إصبعانية، بينما تمتلك الإناث قرون استشعارٍ صغيرةٍ وملتفةٍ إلى حدٍ ما. وتظهر مثنوية الشكل الجنسية هذه بوضوح في خنافس الميلولونثيناي. وتتمتع معظم الفصائل بألوان ملفتة، نادرًا ما تكون ساطعةً ونادرًا ما تُحدِث التقزح اللوني، كما يوجد لديها طبقاتٍ من الشعر الكثيف.
وعادةً ما تكون هذه الفصائل كبيرة من حيث الحجم والعدد في أوقات محددة ومن أمثلة ذلك: الأمفيمالون (Amphimallon) وآكلة الورق والبوليفيلا (Polyphylla) «خنفساء حزيران» أو الجعل الذي ينتمي إلى خنافس آيار؛ وكلها من قبيلة خنافس ميلولونثيني (Melolonthini)؛ والتي تظهر بشكلٍ كبير في الفلكلور. تمثل بعض الخنافس التي تمثل فصيلة خنافس الميلولونثيناي خطورةً كبيرة من الناحية الاقتصادية كونها آفات. وبغض النظر عن خنافس الميلولونثيني، فإن معظم القبائل المنتشرة هي ألبريني (Ablaberini) وليبارتريني (Liparetrini) وماكرودكتليني (Macrodactylini) وباتشيدميني (Pachydemini) وسرسيني (Sericini).

## النظاميات
يرى كثير من المؤلفين، أن الخنافس الحية من فصيلة خنافس الميلولونثيناي تنقسم إلى حوالي 30-20 قبائل وبعض الأنواع والفصائل مذكورة هنا أيضًا:
| - ألبريني بورمايستر (Burmeister)، 1855 وتشمل كامِنتيني (Camentini) - أوتومولييني (Automoliini) بريتون (Britton)، 1978 - تاشزماتوبتريني (Chasmatopterini) لاكوردير (Lacordaire)، 1856 - كوليمبومورفيني (Colymbomorphini)، أحيانًا تصنف ضمن زايلونيتشيني - كوموفورينيني (Comophorinini) بريتون، 1957، وتشمل كوموفيني (Comophini) - دايفسفليني (Diphucephalini) بريتون، 1957 - دايفسريني (Diphycerini)، أحيانًا تصنف ضمن ماكرودَكتِليني - دايبلوتاكسيني (Diplotaxini)، أحيانًا تصنف ضمن ميلولونثيني - هترونيتشيني (Heteronychini) بريتون، 1957 - هوبيلييني (Hopliini) - ليتشنييني (Lichniini) - ليبارتريني بورمايستر، 1855 وتشمل ألاريني (Allarini)وكولبوتشيليني (Colpochilini) - ماكرودكتليني كيربي (Kirby)، 1837[تحقق من المصدر] وتشمل دايتِلُنيسييني (Dichelonyciini) - ماتشدييني (Maechidiini) بورمايستر، 1855 - ميلولونثيني سامويل، 1819[تحقق من المصدر] - خنفساء القلف - أمفيمالون سولستتيالس (Amphimallon solstitialis) – جعل الصيف، خنفساء حزيران الأوروبية - الدود الأبيض – بقَ النبات، بقَ أيّار - آكلة الورق – خنافس أيّار - متعدد الأوراق | - أونسريني (Oncerini) - باتشيدميني رايتر (Reitter)، 1902 - باتشيترتشيني (Pachytrichini) بورمايستر، 1855 - فيلوتسدييني (Phyllotocidiini) بريتون، 1957 - بودولاسييني (Podolasiini)، أحيانًا تصنف ضمن هوبيلييني - رايزوتروجيني، أحيانًا تصنف ضمن ميلولونثيني - سكيتليني (Scitalini) بريتون، 1957 - سرسيني (Sericini) دالَّه تورِّه، 1912 - ملاديرا (Maladera) - ملاديرا إنسنبلس (Maladera insanabilis) – خنفساء الخميني - سركويديني (Sericoidini) بورمايستر، 1855 - استثاسبيني، تصنف أحيانًا ضمن زايلونيتشيني - سستيلوبيني (Systellopini) شارب (Sharp)، 1877 - تانيبروكتيني (Tanyproctini)، تصنف أحيانًا ضمن باتشيدِميني - زايلونيتشيني بريتون، 1957 |

وبالإضافة إلى ذلك فإن قبيلة ما قبل التاريخ كريتوميلولوثيني (Cretomelolonthini) يمكن التعرف عليها فقط من خلال الحفريات.
إن كثيرًا من الفصائل ليست لديها صلات واضحة؛ ولذلك لا يمكن وضعها بثقة في قبيلة:
| - أكوما (Acoma) - كونيبايوس (Conebius) فوافِل (Fuavel), 1903 - كوسيلايترا (Costelytra) – ليبارِتريني? - هيميكتنيوس (Hemictenius) – باتشيدِميني? - ميتاسكلس (Metascelis) وِستوود (Westwood)، 1842 - مايسنس (Mycernus) – كوليمبومورفيني، استثاسبيني، زايلونيتشيني? | - أودونتريا (Odontria) – ليبارِتريني? - برودونتريا (Prodontria) – ليبارِتريني? - سيلودونتريا (Psilodontria) – كوليمبومورفيني، استثاسبيني، زايلونيتشيني? - سكايثرودز (Scythrodes) – ليبارِتريني? - سيريكوسبيلس (Sericospilus) – ليبارِتريني? |

"وفي عام 1847 قام إريكسون (Erichson) باستخدام "أنونيتاس" (Anonetus) و"تراساس" (Tryssus)، وهما اسمان مجردان (nomina nuda). لا يمكن الاعتماد على صلاحية نوع هولوفيلا (Holophylla) وهوبلوريدا (Hoplorida).
فعلى الرغم من التشكك في وجود خنفساء زيناكلوباس (Xenaclopus) ضمن المجموعة الفرعية الحالية فإن خنفساء ألوسيماس (Alosimus) تعتبرخنفساء ذات وعاء من فصيلة لايتيني (Lyttini) وليست شبيهة بالخنافس الأخرى، وقد قام عالم الحشراتفينا هاينتس موخ باعتبارها ضمن خنافس أيّار وبقّ حزيران.

## معرض الصور

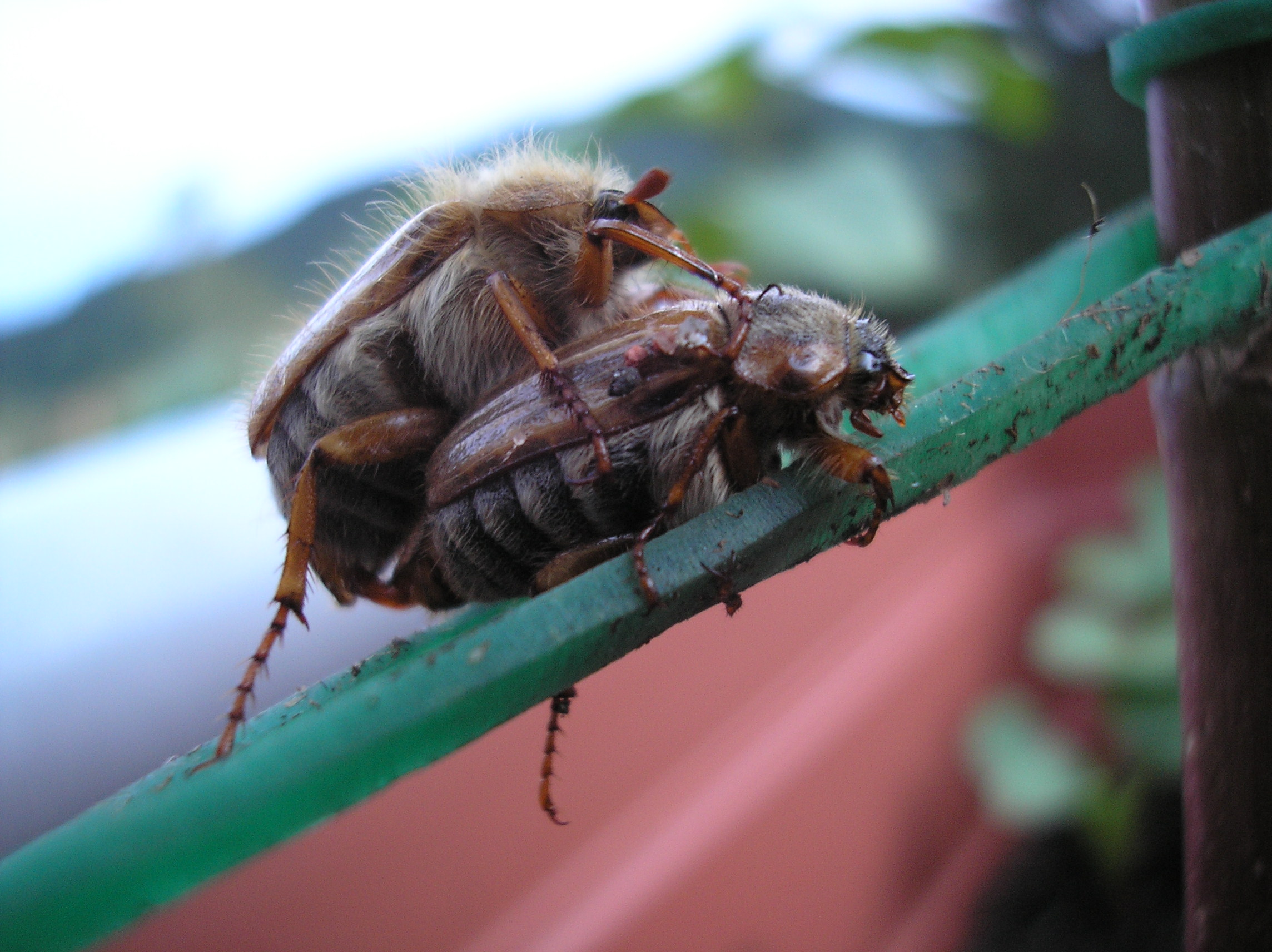
تزاوج خنافس رايزوتروجون مارجينايبس (ميلولونثيني/رايزوتروجيني)، الذكر في الأعلى – لاحظ مثنوية الشكل الجنسية في قرون الاستشعار.
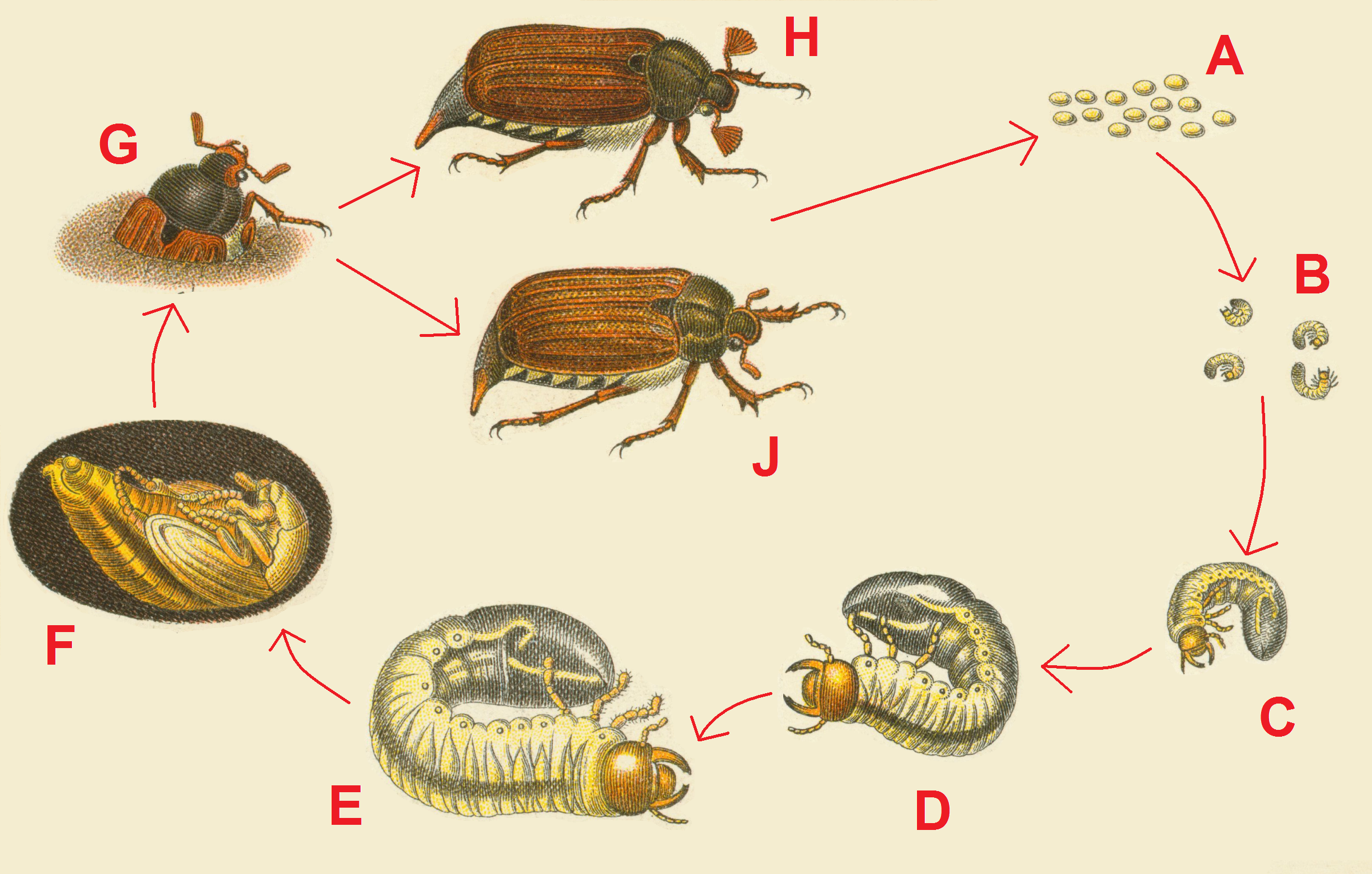
دورة الحياة.
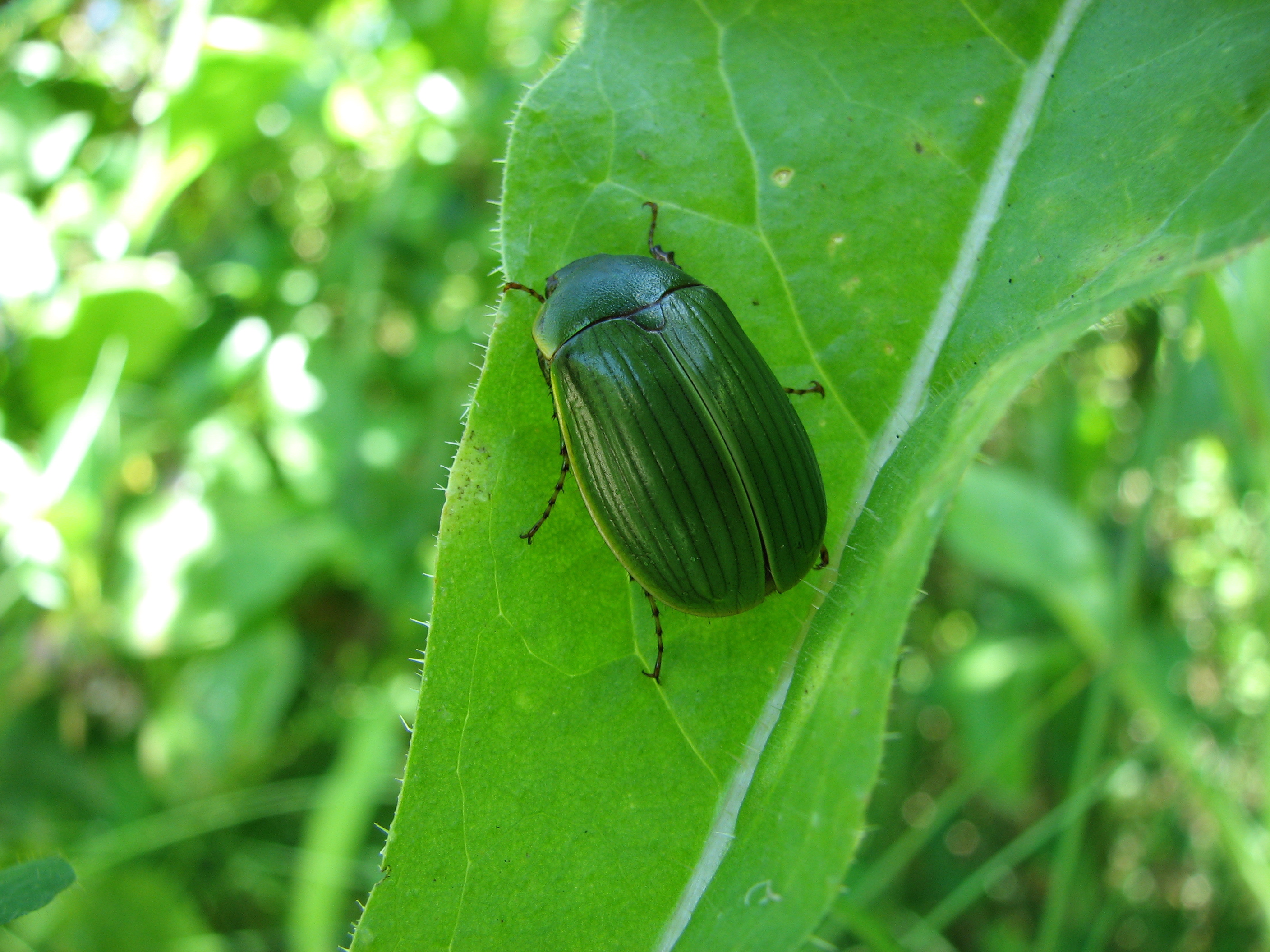
استثاسبيس (Stethaspis) (استثاسبيني (Stethaspini)/زايلونيتشيني (Xylonychini)).
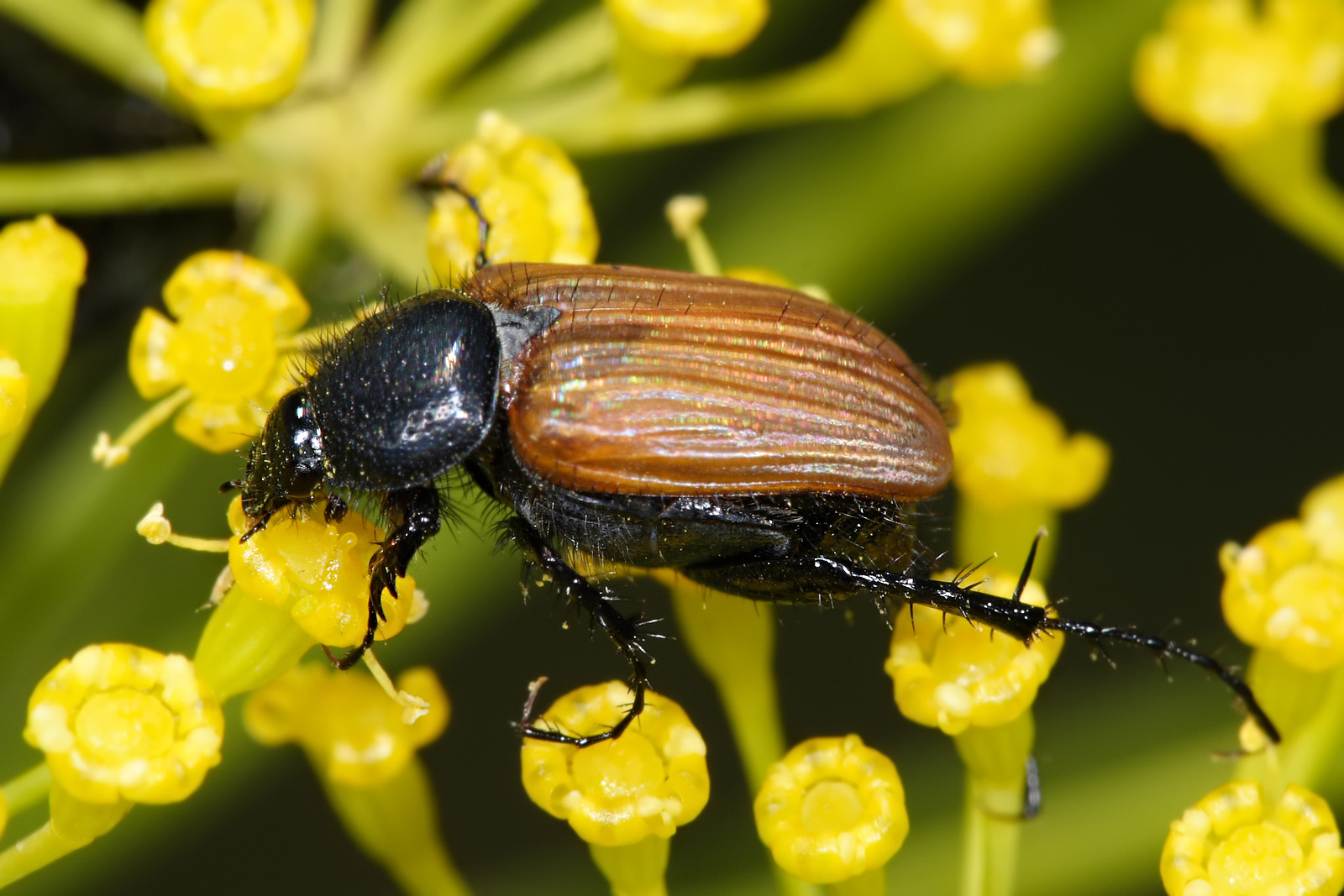
فيلوتوكس (Phyllotocus) (سرسيني).